# 圣母升天圣殿 (科罗诺沃)
圣母升天圣殿（Bazylika kolegiacka pw. Wniebowzięcia Najświętszej Maryi Panny w Koronowie）是一座罗马天主教次级宗座圣殿、堂区教堂、协同教堂，位于波兰科罗诺沃。

## 历史
该堂创建于1289年，建于13-14世纪，原属熙笃会修道院，为哥特式风格，后来部分重建为巴洛克风格。14世纪下半叶，教堂和修道院被焚毁，1411年曾被十字军占领。1523年祝圣。1656年，教堂和修道院被瑞典人摧毁。17世纪和18世纪之交，伊格纳奇·格宁斯基院长进行了大幅重建，为巴洛克风格。。
1819年，修道院关闭，教堂改为堂区教堂。1931年3月4日成为波兰文物古迹。2000年10月18日成为协同教堂。2010年10月9日，教宗本笃十六世将其升格为次级宗座圣殿，2011年3月5日公布。

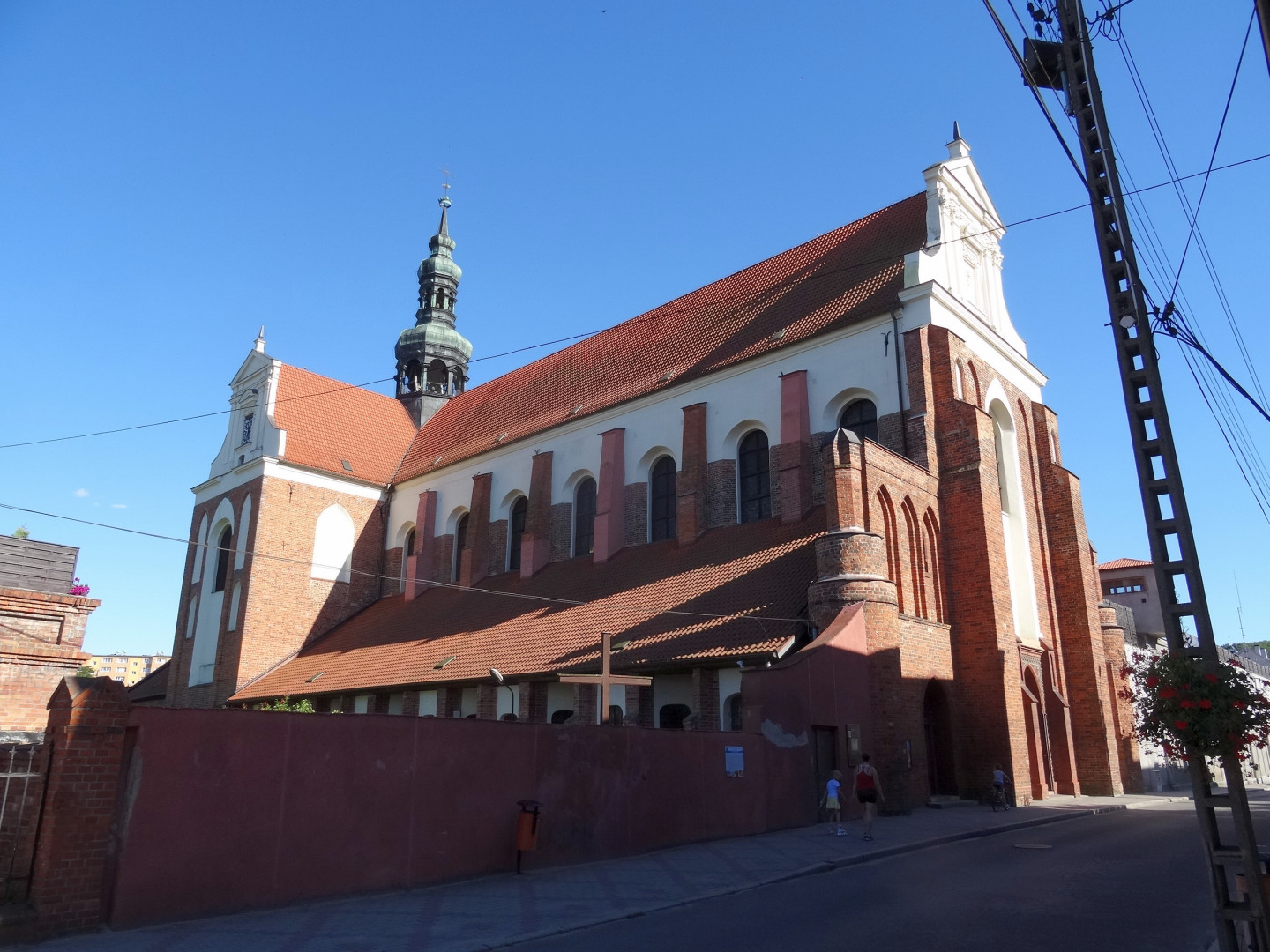
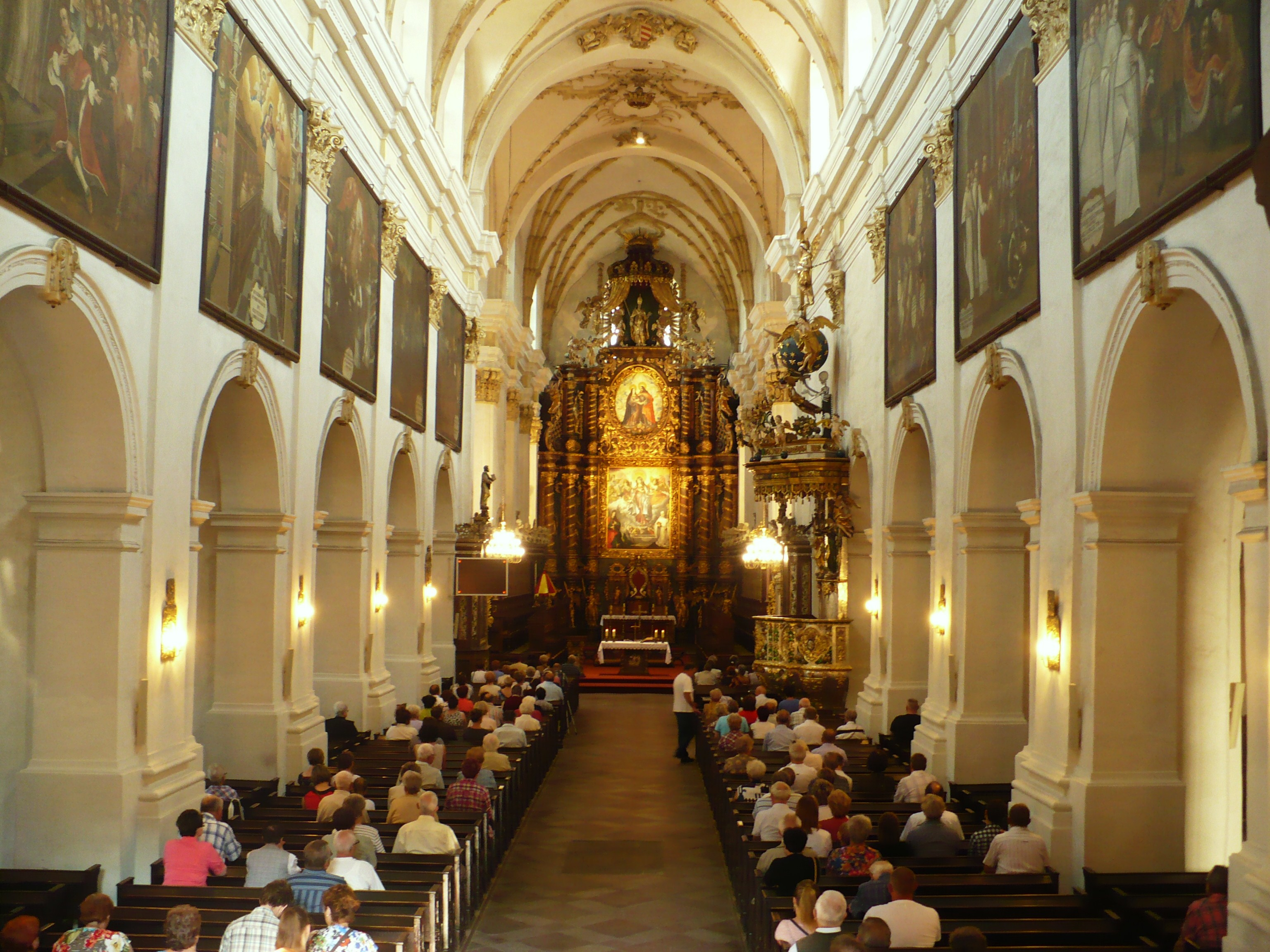
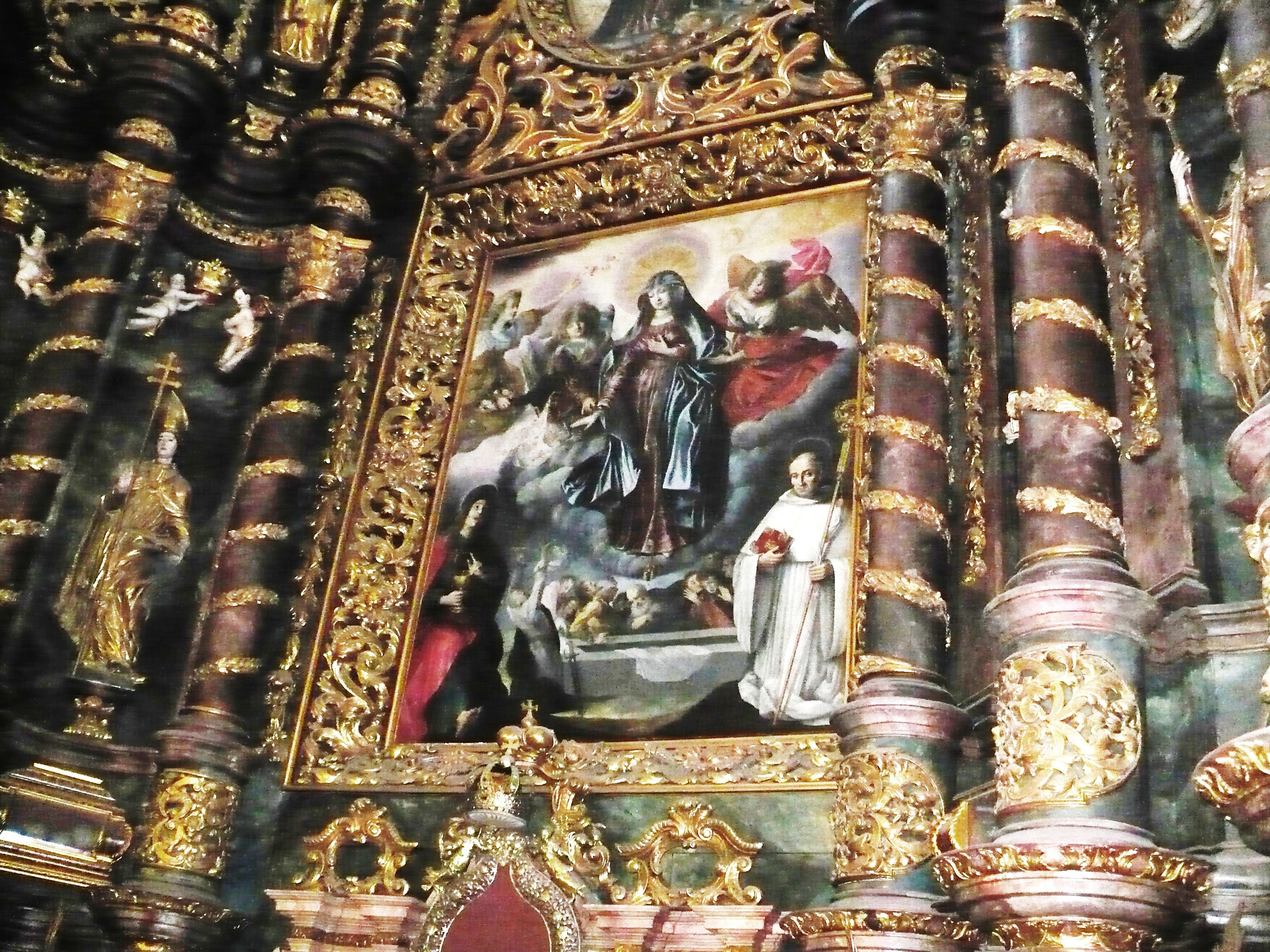
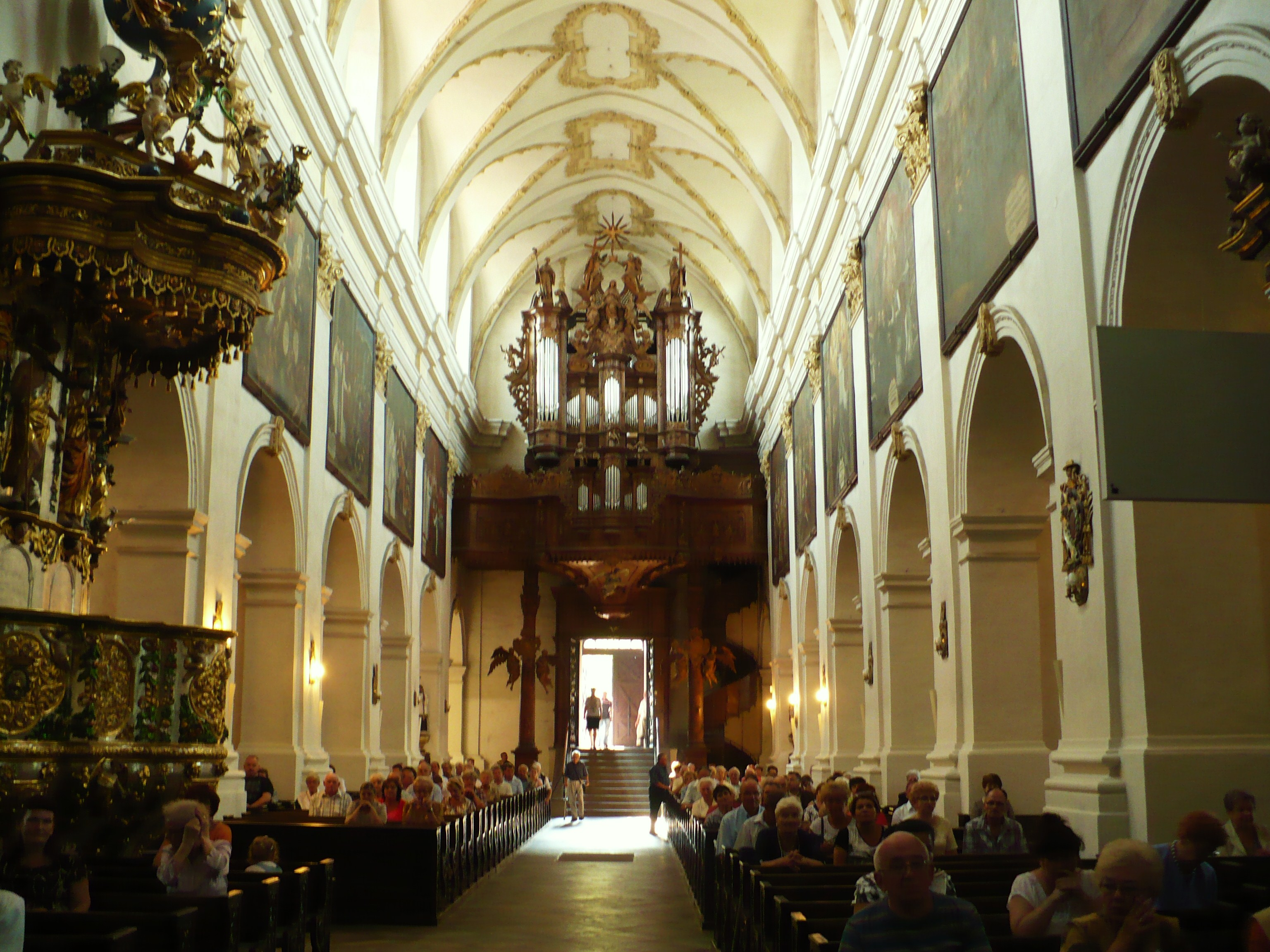
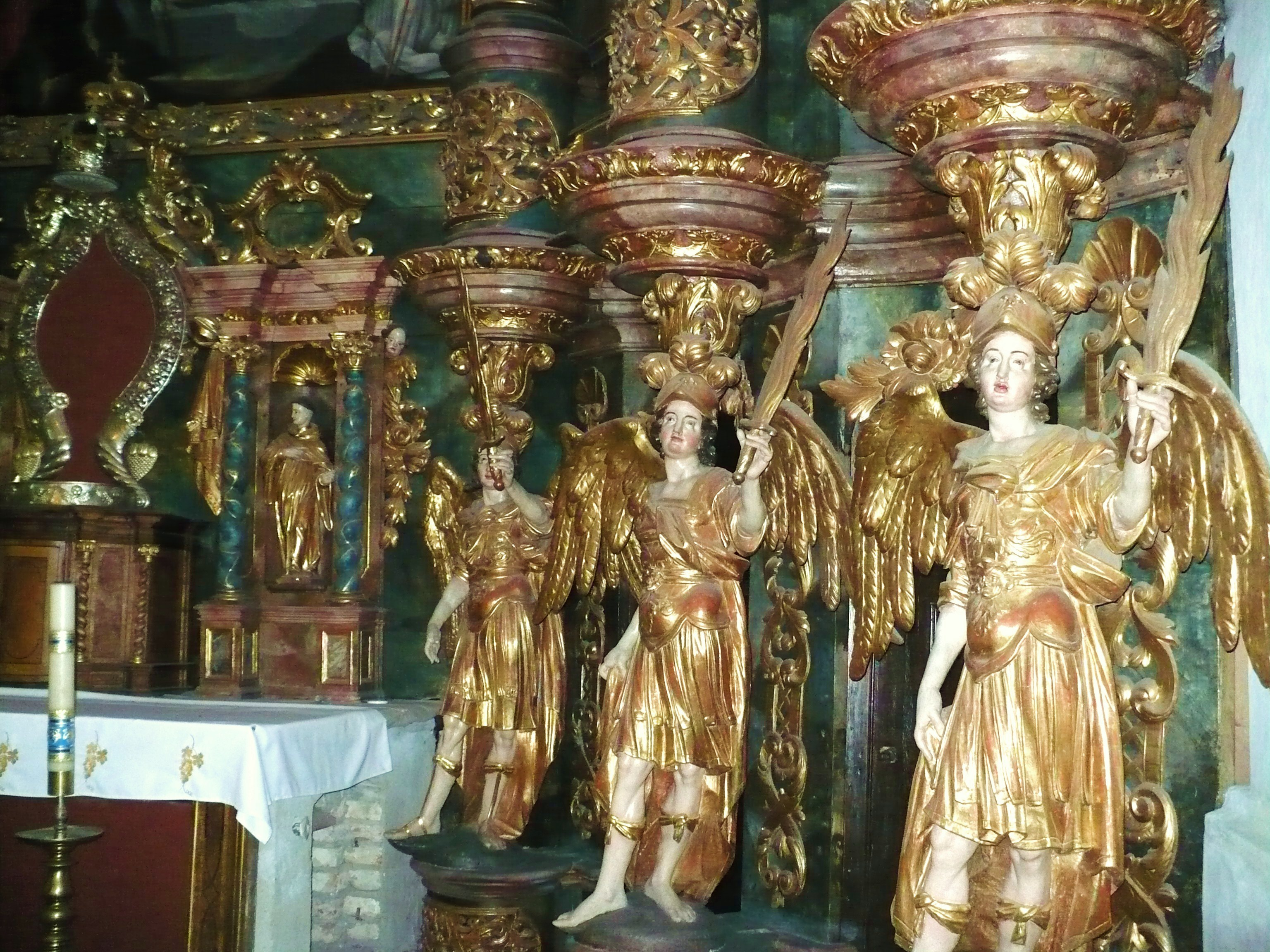
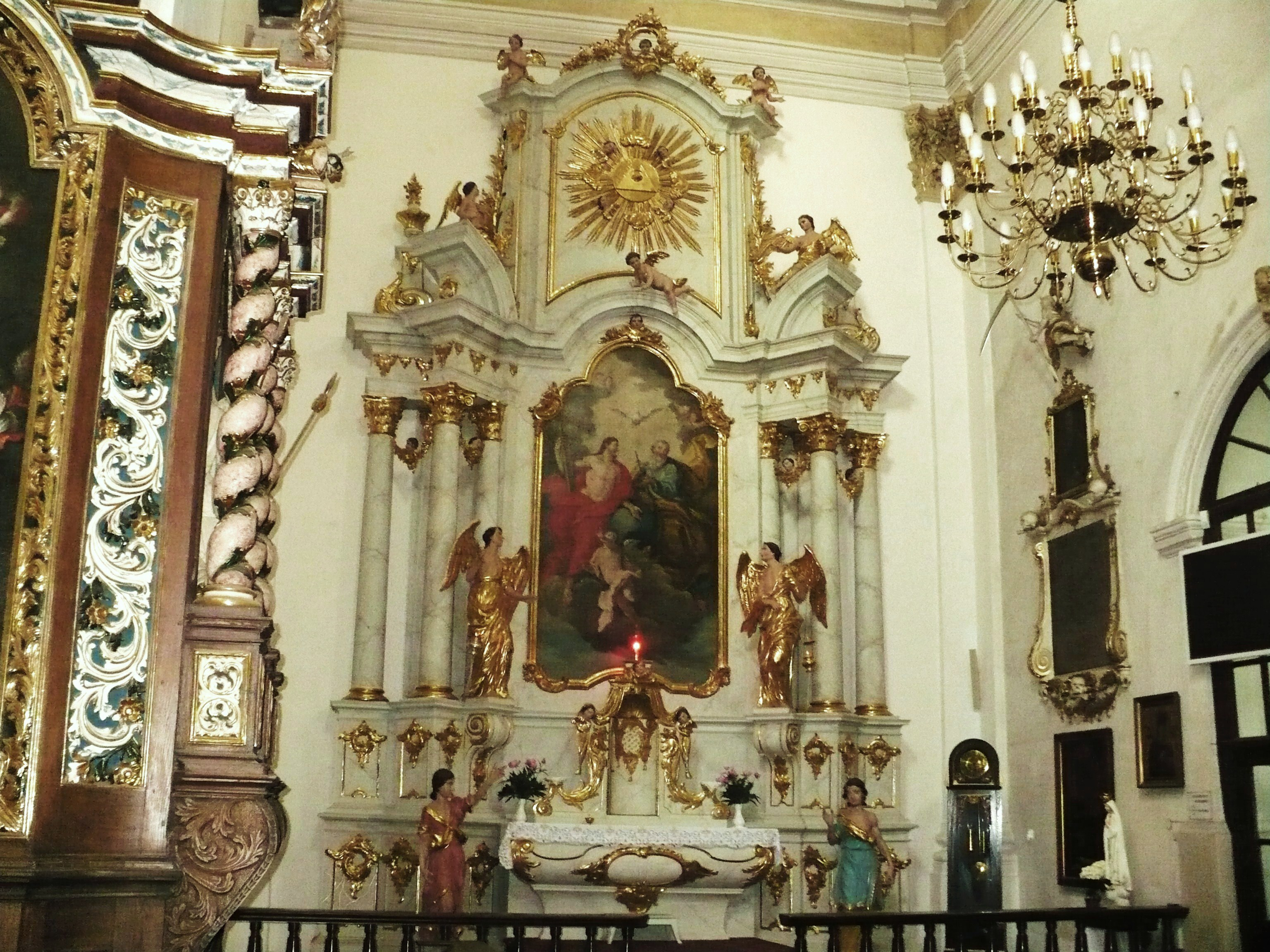
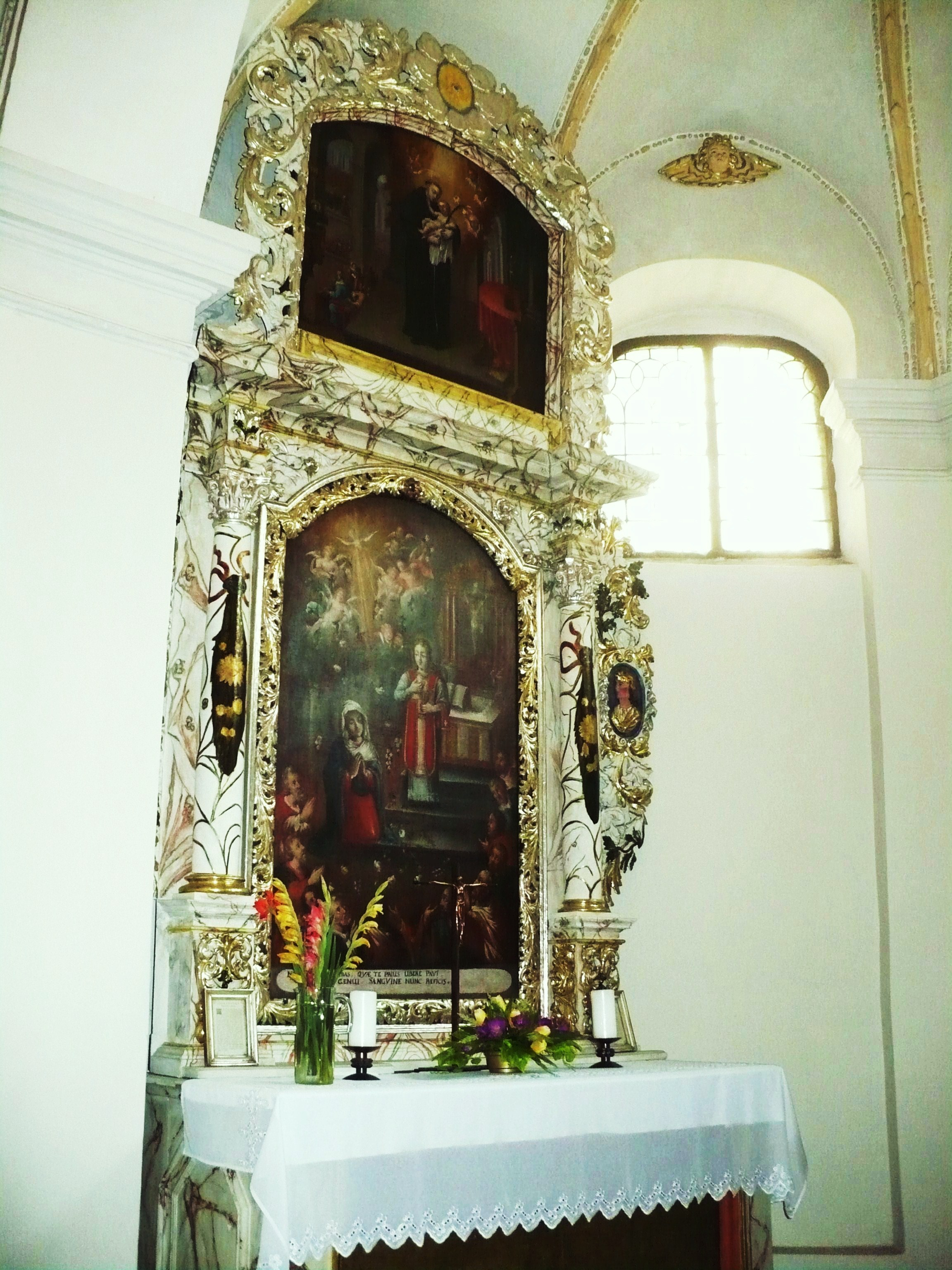
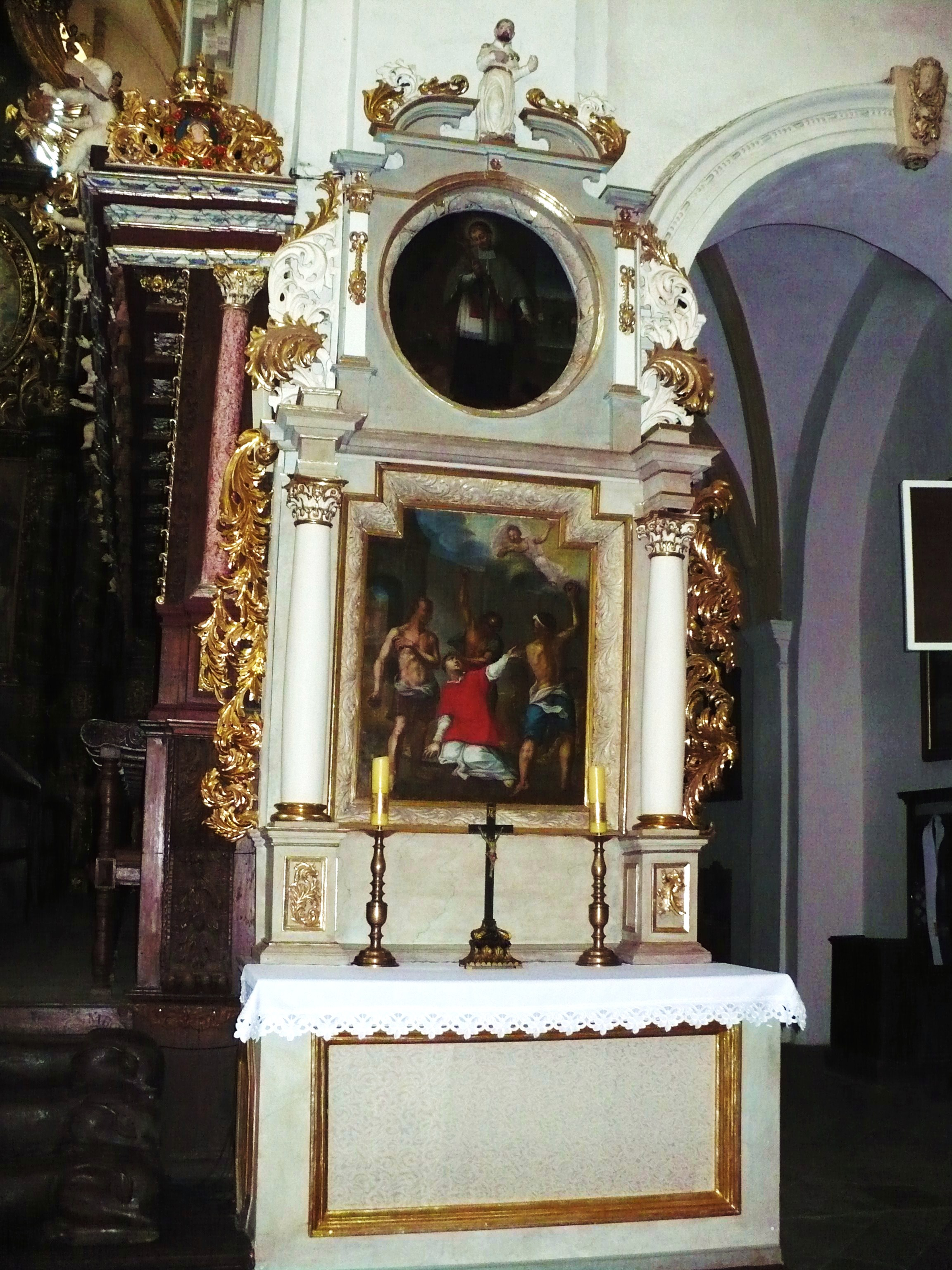
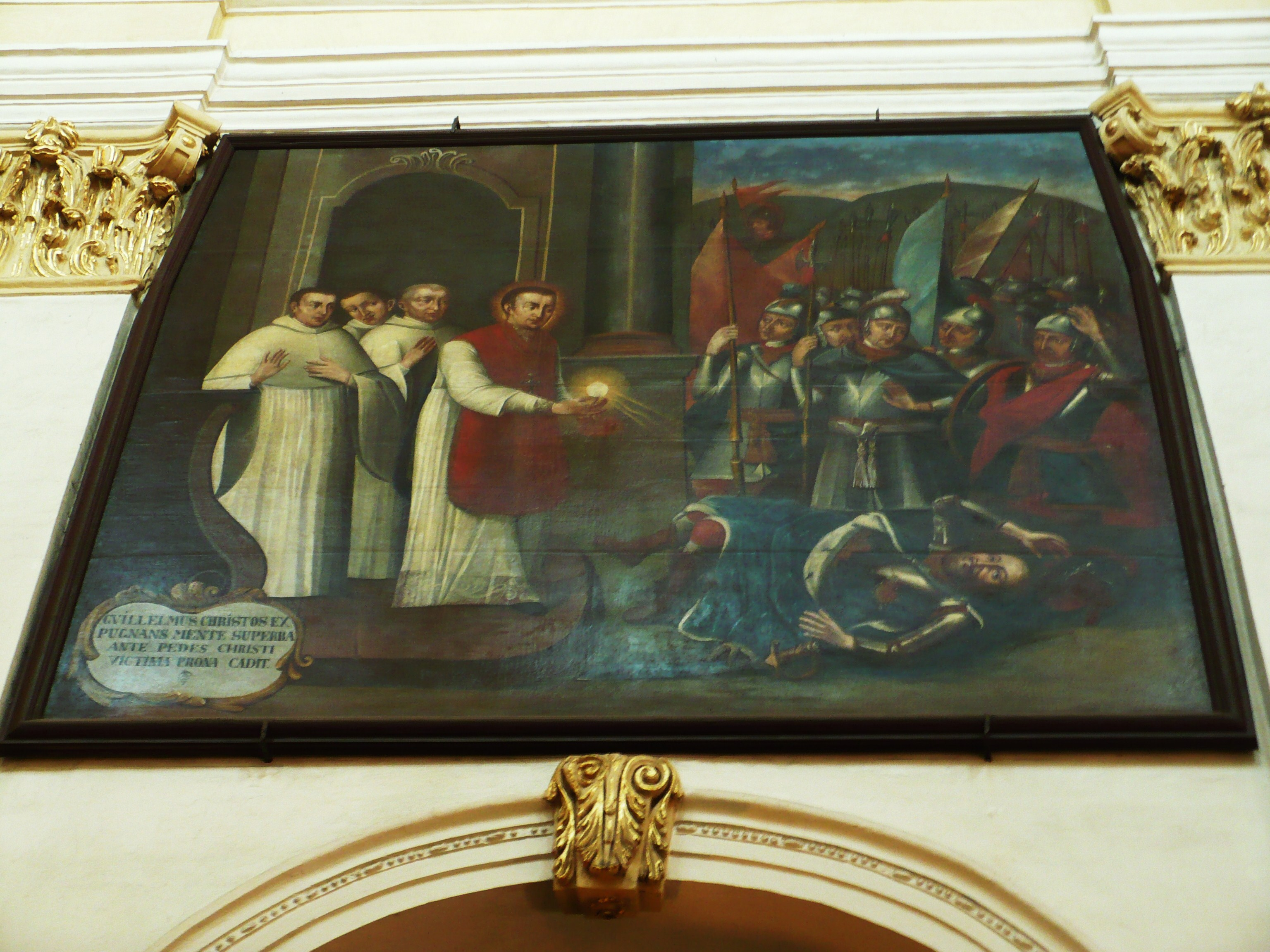
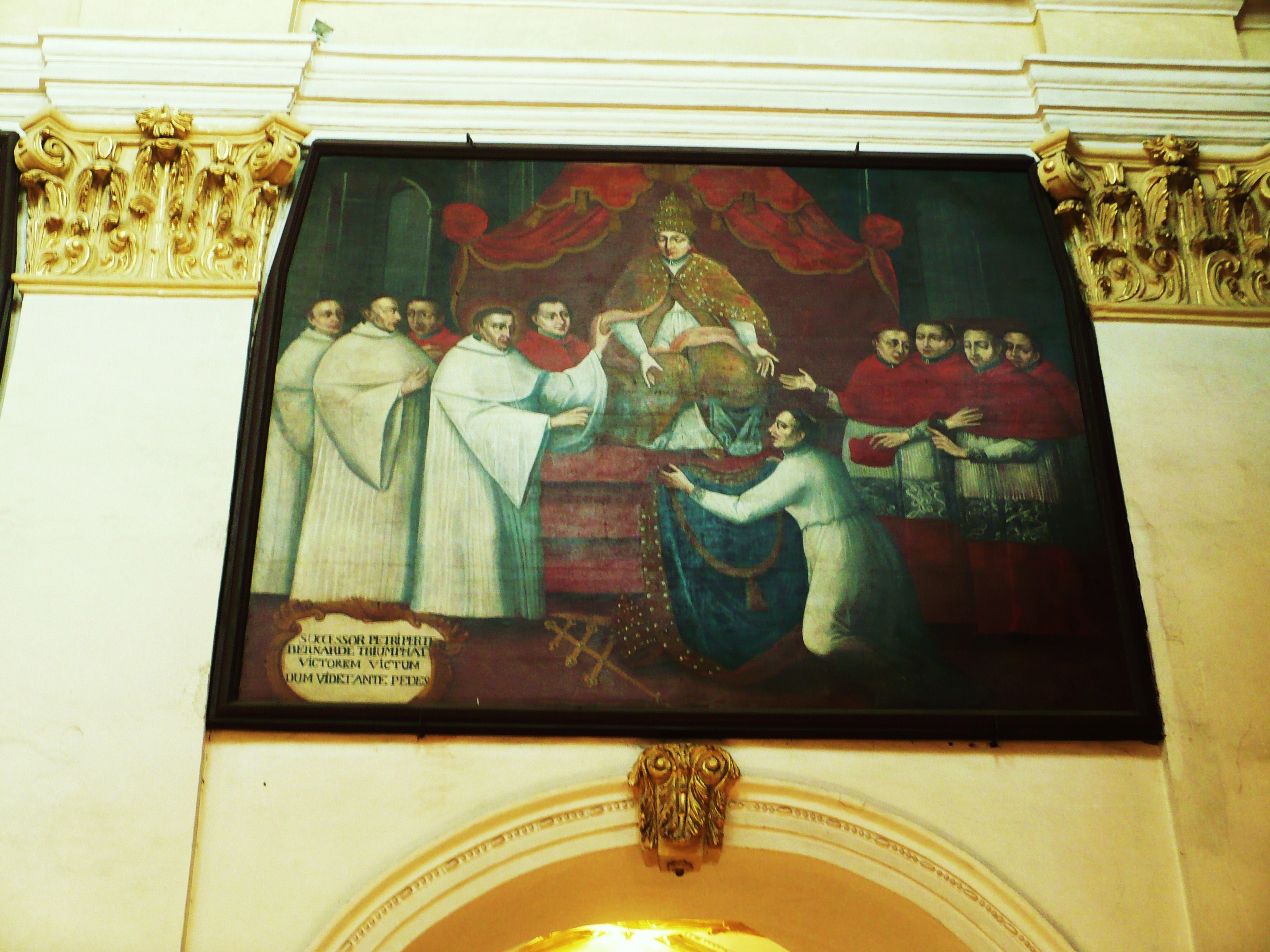
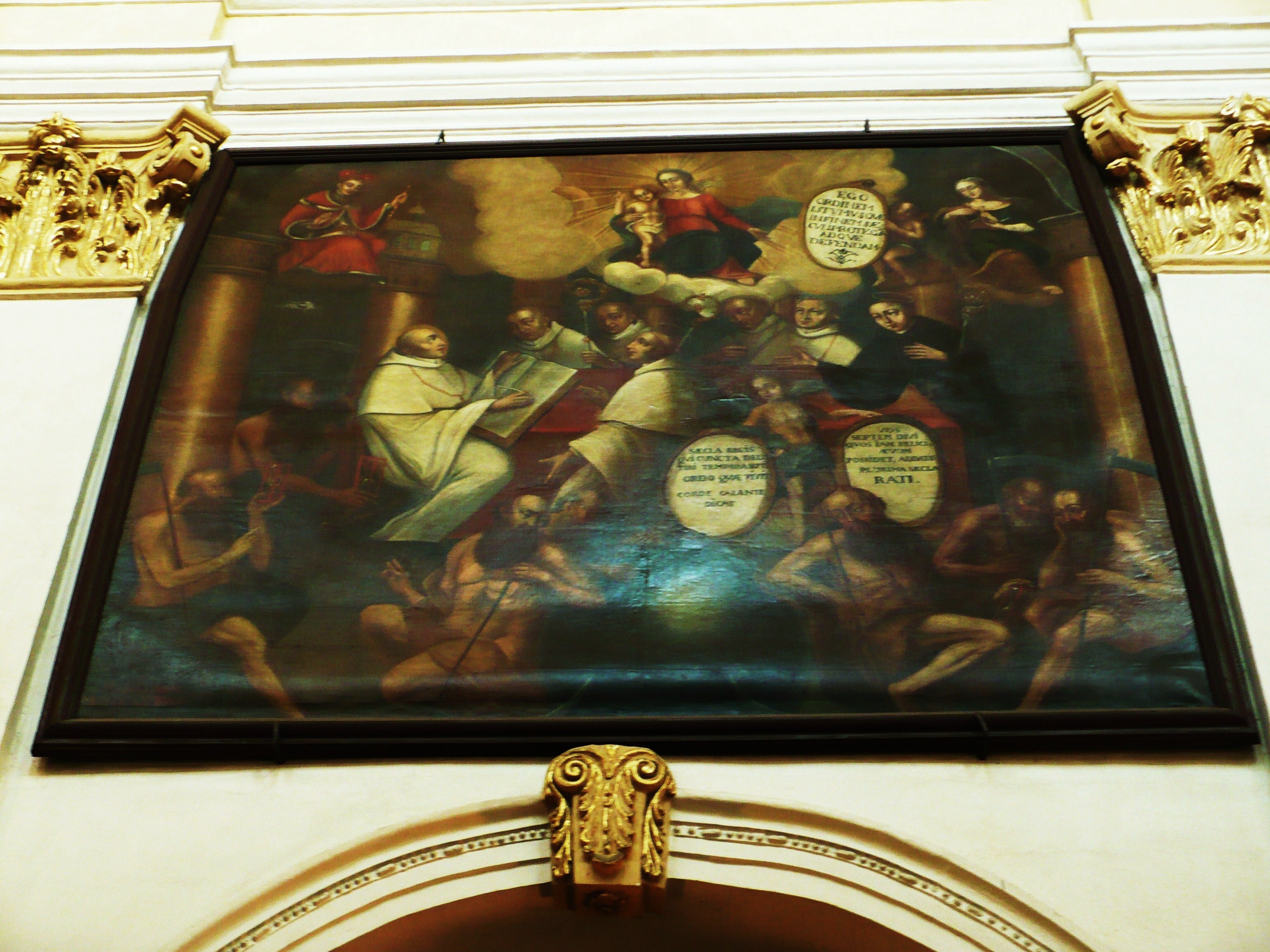
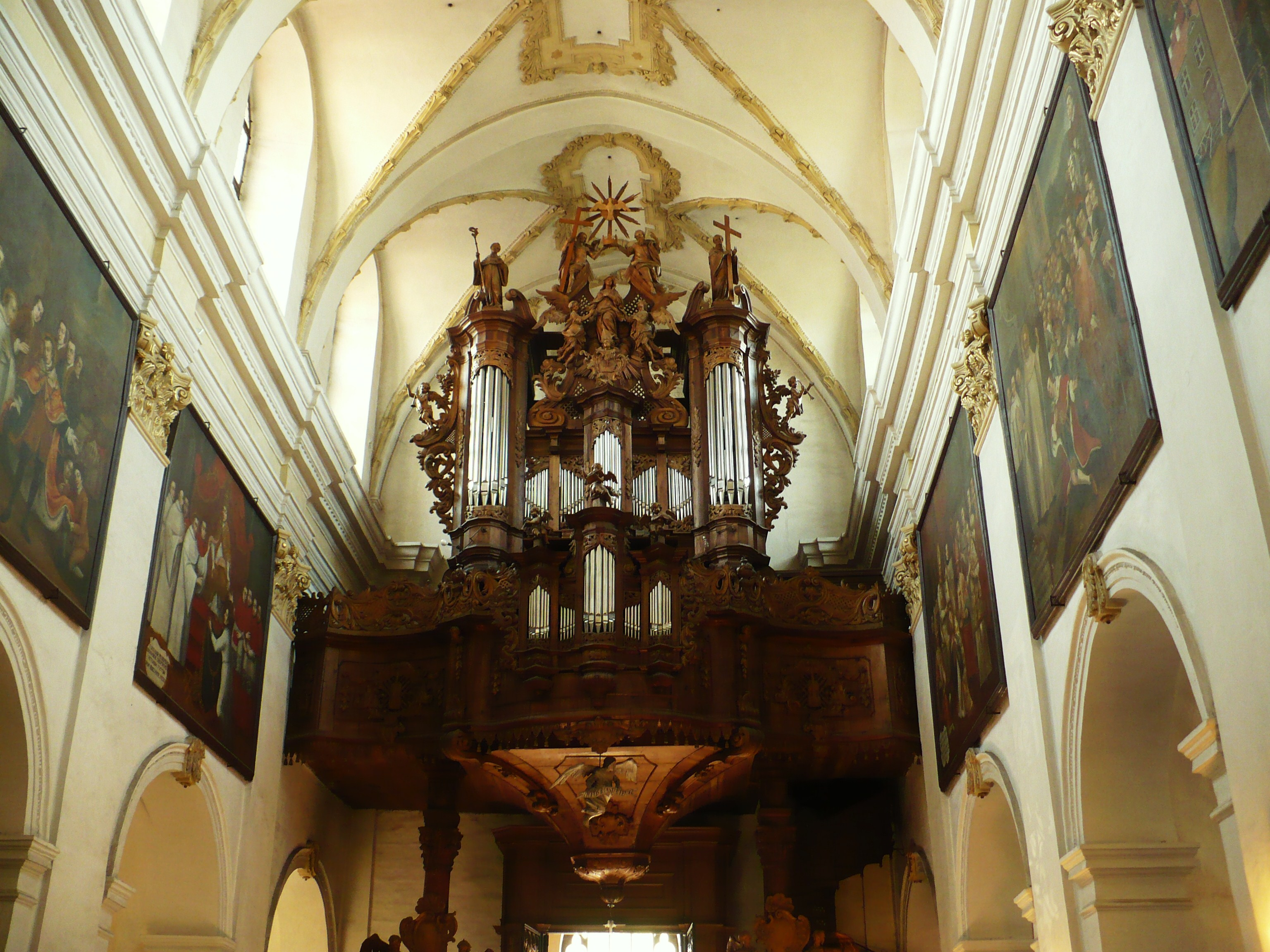
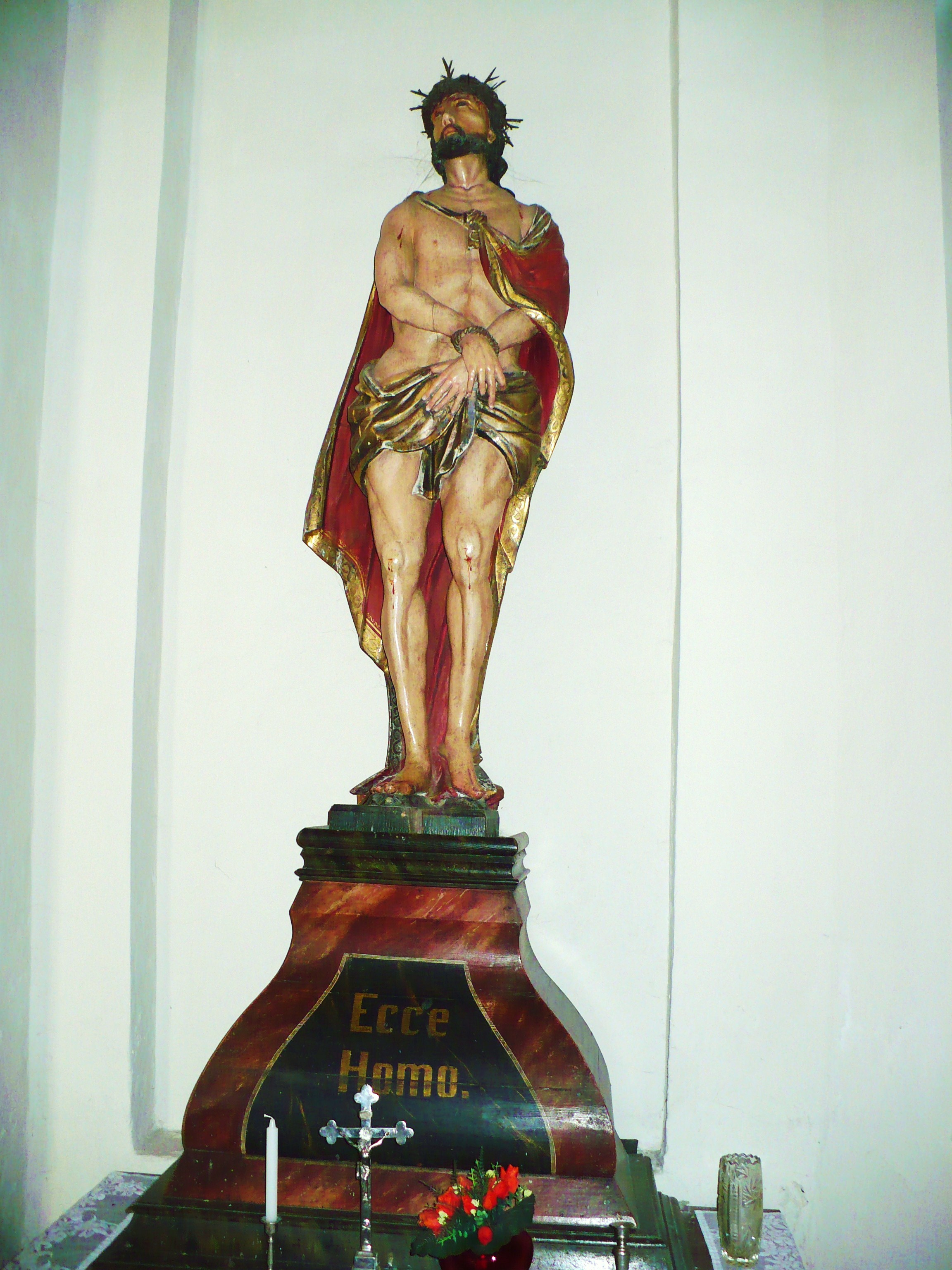
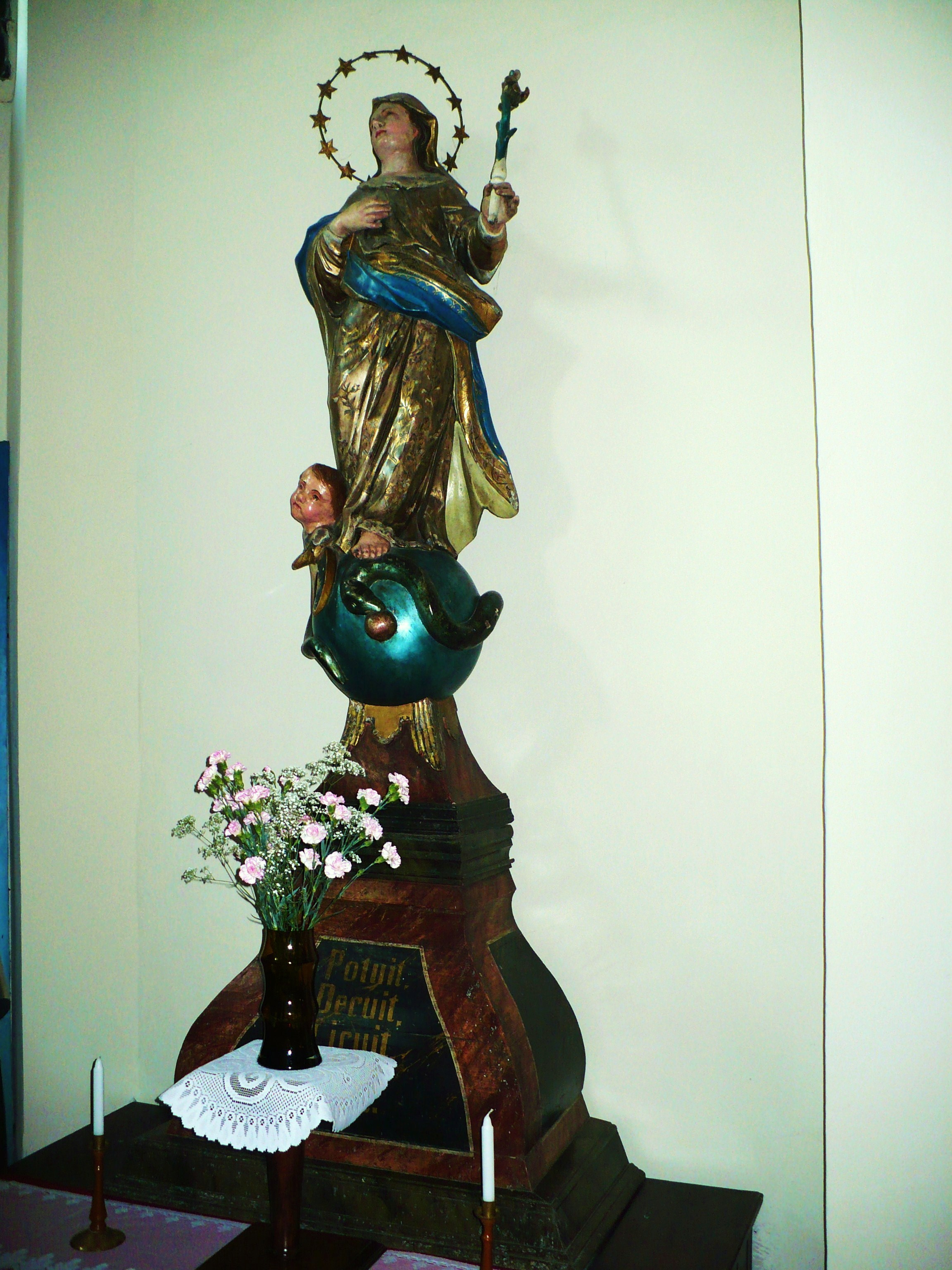